# デモーナ
デモーナ（Demona）は、アメリカアニメ『ガーゴイルズ』に登場する架空の生物。
（声 - 田村聖子/英 - マリーナ・サーティス）

## プロフィール
- 生年月日：938年生まれ。建前上の年齢は35歳（1000年間以上生きている。）
- 身長：不明
- 体重：不明
- 性別：雌（ドミニク・デスティーヌ時は女性）
- 別名：「夜の女王」「ドミニク・デスティーヌ」「ナイトオブエンジェル」「マイエンジェル」
- 出身地:イギリスのスコットランド
- 特技：魔法　人間への変身
- 趣味：ゴライアス達との戦いと悪事
- 苦手なもの：ゴライアス達マンハッタン一族
- 血縁者：アンジェラ（娘）
- 好物：太陽光

## 人物
ガーゴイルズの過去編（994年）の主人公で種族はガーゴイル。983年生まれでゴライアスと同日同時刻に同じ部屋で生まれた。ゴライアスの妻にしてアンジェラの母親でもある。過去編ではゴライアスの幼馴染で親友であり相棒で最大の理解者でもあった。ゴライアス達マンハッタン一族が現代編で苦しめられる原因である敵ザナトスやジョン・キャスタウェイを作った全ての元凶である。
『夜の女王』の異名を持ち体色は水色で髪の色は赤毛の長髪。怒ったり興奮した際にはアンジェラと同様に両目が赤く発光する。ゴライアスにして『最高の戦士』と称されるガーゴイルで性別は雌。額にはティアラをつけており右足にはアンクレット状の金の足輪をつけており、両耳にはイヤリングをつけている。衣装はボロボロの小さい胸当てとスリットの入った小さい腰巻のみで娘のアンジェラと同様で下半身はほとんど裸である。
現代編ではゴライアスのライバル兼宿敵。及びマンハッタン一族、ハンター一族、マクベスの共通の宿敵。「破壊と暴力と滅びのガーゴイル」。原語である英語の他、ゴライアスには使えないフランス語も数百年の間に取得しておりパリでの戦いの際はセリフがフランス語訛りであった。フランス文字やヘブライ文字も読める。アンジェラを愛するあまりパラノイア＝偏執病を患っており、アンジェラを誠実に愛するゴライアスと違いアンジェラを野生的に愛しておりいつかアンジェラを強引にものにしようと企んでいる。過去編では名前を持っておらず、名前として夫のゴライアスから『ナトオブザエンジェル』及び『マイエンジェル』と呼ばれていた。デモーナの名付け親は両親ではなくマクベスである。過去編の最初の辺りではアンジェラに似た優しく温厚な性格だったもののキャサリン王女らの冷たい扱いもあって徐々に冷血な性格となっていった。現代編ではわけあって冷酷かつ卑劣な性格となっている。血気盛んで頭に血が昇りやすい性格でヤンデレかつツンデレ。ゴライアスとの愛ゆえに愛を否定するガーゴイルである。悪人ではあっても愛情を持っている他の悪人と違い、性格は作中でもかなり冷酷かつ残酷な性格であるが、まったく愛情がないわけではなく、戦争中では騎兵と戦う際にはあえて馬は攻撃しなかったり、ウイルスにより人類絶滅を図った際にも人類以外の生物が絶滅しないようにウイルスをわざわざ改良している。作中で地球を滅亡の危機に追い込んだ唯一のキャラクターである。過去編では愛こそ全てという信条を持っていたが現代編では暴力こそが全てと考えている。
994年以前の過去編でゴライアスと恋人同士だったころにマルコム王子とエレナ王女の結婚式を見に行きその結婚式の最中にゴライアスにプロポーズし指輪の代わりとしてフェニックスゲートを素手で半分ずつに割りゴライアスに渡した。ゴライアスもデモーナのプロポーズを受け2人だけの結婚式を上げた。元はワイバーン城を守護するゴライアス率いるガーゴイル達の次長であったが、前のリーダーはハドソンでその頃はゴライアスが次長を務めていた。ゴライアスとは恋人時代から互いの長所を褒め合える仲であった。ハドソンが引退したためオセロやデズデモーナなどの強豪を退け次長に就任した。老いてきたリーダーのハドソンに変わり、次長の夫のゴライアスがリーダーになり一族を率いていくべきだと信じており、何度かリーダーになるよう説得している。ゴライアスがリーダーになるキッカケを作った。しかし、994年に守衛の隊長から裏切りを持ちかけられたことによりワイバーン城は落城。その際にヘイコンによって仲間のガーゴイル達のほとんどを失う。この落城する前日に、ゴライアスにバイキングを追い払うために自分を連れて行ってほしいと頼むが城に残っているように言われる。これは強いデモーナが城に残っているほうが安全であり、ゴライアスがデモーナを信じており城を守ってほしいと考えていたためである。さらに生き残ったゴライアス達もメイガスの呪いにより封印されたことに絶望し、彫像化したゴライアスに最後の別れのキスをした後ワイバーン城を後にする。デモーナは落城の前日に隊長が裏切ってワイバーン城を落城させると知っていたが、このままでは人間達に城を追い出されてしまい一族とこれから生まれてくる子供達のことを危惧してしまい、あえて城の落城を他の者には黙っていた。デモーナは一族のことを考えていたからであり、ゴライアスよりも一族の未来を考えておりゴライアスよりも一族のことを愛していたからである。その後は各地のガーゴイルを実力で束ね1040年にアーチメイジに操られマクベスと同盟を結ぶまで野盗として活動する。その時にダンカン王を倒そうとするマクベスと同盟を結び魔女三姉妹によりマクベスの首席顧問に就任し、親衛隊の隊長も務めるようになった。しかし、アーチメイジに操られマクベスをまたしても裏切ってしまい、残った仲間達も全て失い以後は数百年間たった1人で過ごす羽目となる。
その後、各地の国を彷徨いながらガーゴイルの能力を使い怪盗として活動し1995年にデヴィッド・ザナトスに彫像形態でいるところを発見され、ザナトスと組み復活させたゴライアスらと再会するが、アーチメイジに操られていた影響もあり互いの意見の違いから決別する。マンハッタン一族のリーダーの座と娘を賭けて、自らと戦うことをゴライアスに強要する。敵になってからもゴライアスのことは「彼」と呼んでいる。アーチメイジがゴライアスに倒されたため呪縛が解けたもののやはり考えの違いから和解することはできなかった。
アバロンから脱出後はパリに潜伏しておりそこでサイラゴに出会い結託し、マクベスの財産を狙いマクベスと偽装結婚している。サイラゴと組んでマクベスを追い詰めるもエリサ・マーザやゴライアスの活躍によって野望は阻止された。その後、サイラゴと共にセバリアスにガーゴイルのクローン製造を依頼し、クローンガーゴイル軍団を率いて遊園地でマンハッタン一族と対決、ハドソンやタロンらを人質にしゴライアスとアンジェラを捕らえることに成功し、ゴライアス達全員を殺してアンジェラを強引にものにしようとするが、縛られているアンジェラをサイラゴがレーザーガンで殺そうとしたためアンジェラを守るべくサイラゴと対決した。このときの遊園地でのサイラゴとの一騎討ちでは勝利したものの遊園地の爆発に巻き込まれ死亡するが、その後すぐに復活している。その後、アンジェラらがクオリーメンやマンハッタンの住民達に敵視されていることを知り、ザ・アサシンを雇いゴライアスの暗殺を依頼し、自らがマンハッタン一族のリーダーになろうとしたが失敗する。結局は愛ゆえに「友達にならない？」と言った娘のアンジェラすらも裏切ってしまい互いに決別することとなる。その後「彼女、変われると思う？」というアンジェラの問いにゴライアスの答えは「う～む・・・」というものだった。最後は、帰っていくアンジェラを涙を流しながら見送っているシーンで登場シーンは終わる。その後、デモーナが変わることができたのかは定かではない。その後は生きていることは確実だがその後の消息は不明。
劇場版ガーゴイルズ ザ・ムービー では、ラスボスとして登場した。最後は超高層ビルのザナトスタワーから転落し死亡してしまったかのような印象を受けるが、本作が1話～5話までの総集編であり不死身であるため本編同様生存している。
独り言が大変多いがこれは数百年の間誰も話す相手がいなかったからである。ゴライアスに対しては「ヤキモチ焼き」、「どうしようもないロマンチストさん」などと言葉攻めにしたり後半では互いにジョーク交じりに嫌みを言いあうこともあった。ゴライアスのあらたなる相棒であるエリサ・マーザとはライバル関係。1000年間の間に、守衛の次長→野盗→親衛隊隊長→怪盗と複雑な経緯を辿っている。ゴライアス最大最強の宿敵で何度もマンハッタン一族を全滅寸前に追い込んでいる。和解を望んでいたゴライアスもザナトスらとは違い最後まで和解することはできなかった。ただし、コミック版の終盤ではゴライアスに協力することもあるなど、少しは変わることができたのかもしれない。
ゴライアスの元妻であるが過去編の主人公でもあり、シーズン1～シーズン2においてはまさに主人公並みに目立っておりゴライアスよりも圧倒的な存在感を誇り、作中で最も人気の高いキャラクターでもある。デモーナのメインの回では現代編の主人公であるゴライアスが目立たなくなってしまっている。しかし、シーズン3での登場回数はわずか1話であり、最終回では登場しなかった。ゴライアスの理想を現実化したゴライアスの夢の中では存在しておらずゴライアスにとっては忘れてしまいたいほどの恐ろしい存在でありその存在はゴライアスのトラウマである。宿敵となった妻であり兄妹同然に育った親友と戦わねばならなくなった主人公と娘の悲哀と苦悩は本作の特徴でもある。ドミニク・デスティーヌの姿を手に入れてからは様々なコスプレを披露しており、ウェディングドレス姿や警官姿や女社長姿など多種多様である。シリーズ後半ではほとんどエリサとのコスプレ対決状態となっていた。
最終回後に書かれたデモーナを主人公としたスピンオフ作品である小説「デモーナの復讐」（作：Francine Hughes）が制作されており同作にはデモーナの少女時代からゴライアスと恋人関係になるまでが描かれている。その他、本作にはバーバンクに似た過去編のハドソンも登場する。ちなみに、スピンオフ1巻目の主人公はゴライアスである。このように主人公の妻のスピンオフ作品が何度も作られた例はアニメのキャラクターではデモーナが最初で最後である。当初は夫のゴライアスではなく妻のデモーナを主人公にするという案もあったが、却下となったためデモーナを過去編の主人公にしたという裏話もある。

## 過去編（少女時代～次長時代）
938年に同じ日に同じ時間に同じ場所でゴライアスと共に生まれ、城を守護する立場に就く。ゴライアスとは幼き頃からの幼馴染で兄妹同然に育ったゴライアスと恋人関係となる。恋人時代はデモーナはゴライアスを父親のように、ゴライアスはデモーナを娘のように互いに慕っていたようである。当時はアーチメイジの弟子であった。このときに現代編のデモーナがゲートにより過去編のデモーナの元に現れ、ゲートを悪用して歴史を変え世界を支配するように助言するが、過去編のデモーナはこれを拒否し、同じく現代編のデモーナを追ってきた現代編のゴライアスが現代編のデモーナの蹴りで戦闘不能となったため、ゴライアスを守るべく現代編のデモーナと激闘を展開し勝利した。その後、王子の結婚式の場で過去編のゴライアスにプロポーズし、フェニックスゲートの半分を結婚指輪代わりにゴライアスに手渡す。ゴライアスもデモーナからのプロポーズを受けた。プロポーズの言葉は「これはあたしからの永遠に変らない愛の証」。その後、ゴライアスがリーダーとなったため自らは次長に昇格した。夫婦となってからは、専ら血の気が多いデモーナをゴライアスがなだめることも多かった。夫婦としてはゴライアスが妻でデモーナが夫のような夫婦生活を送っていた。しかし、娘のアンジェラが卵から生まれる前に隊長から裏切りを持ちかけられて手を貸してしまいワイバーン城が落城。その後ワイバーン城を後にし、野盗として活動する。このときから主人公が一時期交代し、デモーナが過去編の主人公となる。このときにギルカムゲインの顔を傷つけてしまった。

## 過去編（野盗時代～親衛隊隊長時代）
このときには老いとゴライアスを失った気落ちから戦闘能力がガタ落ちしていた。
その後、マクベスと共にギルカムゲインを倒すがその子孫であるダンカン王に狙われる。このときにはハドソンと同様に白髪となっており老婆のような姿となっていた。このときに魔女の3姉妹によってマクベスと魂をリンクさせられ、若返り不老不死となる。その後は王であるマクベスを守り、アーチメイジに操られていたとはいえ人間を信じたいと思うようになり、人間のために侵略軍と戦った。しかし、アーチメイジに操られていたためマクベスを裏切ってしまいカンモールに仲間を全滅させられ、以後数百年間は各国を旅をしながら彷徨う。

## 現代編（宿敵時代）
1995年に復活したゴライアスと再会するが、デモーナはパワーと格闘能力に劣るとはいえゴライアスをはるかに凌ぐ知力と不老不死という生命力とゴライアスを凌ぐ高スペックを手に入れていた。アーチメイジによる洗脳の影響もありゴライアスに一族のリーダーの座と王座と娘のアンジェラを奪うべく自らと戦うことを強要する。このときになると気高くプライドの高かった過去編と違い、雄のガーゴイルや人間の男にも平気で媚を売るような性格となっている。マンハッタン一族を敵視するが、唯一娘のアンジェラを自分の命よりも大切にしており、アンジェラには危害を加えることは基本的に避けている。ただし、なぜ元夫のゴライアスにここまでの憎悪を抱くのかは定かではなく、愛憎が混じっているからだと思われる。最後はアンジェラとも対立することとなり、消息不明となるがアニメ・コミック共に生存している。

## ゴライアスとの関係
ゴライアスとは兄妹同然の幼馴染であり、元妻であるが敵対している。ただし、目的が一致した場合はゴライアスと共に戦うこともあり、デモーナがゴライアスを助けたりまたその逆もあった他、ゴライアスもデモーナに戻って来てほしいと思っているのが本音である。アニメ・コミック以外では「ゴライアスVSデモーナ」のイラストがシーズン2のDVDの表紙になった他、このイラストはパズルにもなっている。その他のグッズでもゴライアスとデモーナは必ず商品化されており、フィギュアやぬいぐるみやボールペンのミニフィギュアにもなっている。ガーゴイルズのゲームでもゴライアス以外の味方側のレギュラーキャラクターは登場しないにもかかわらずデモーナはラスボスとして登場し、さらにゲームのCMにも二人そろって登場している。

## 未来世界
もう一つの未来世界では、クローン戦争でサイラゴが死亡した後はリーダーとなったブックリンと恋仲となり、レジスタンスの次長に再び就任していた。最後は、戦えなくなったゴライアスに変わってドミニクの姿でサイバー・ザナトスに戦いを挑み吸収されて死亡するが、吸収される寸前にゴライアスに声援を送り、ゴライアスをハードワイヤードゴライアスに進化させライバルとしての役目を完結する。

## ガーゴイルとして
ゴライアスに『最高の戦士』と称されるだけあり戦闘能力は極めて高く。設定上、本気を出せばゴライアスと互角の戦闘能力を誇っている。しかもスピードや知力や生命力はどのガーゴイルよりも次元が違うほど高いうえに魔術も使いこなす。少なくとも3回は死んでいるものの不死身のためそのたびに生き返っている。不老不死のため生命力が高く他のガーゴイルよりも強力な再生能力を持っている。しかし、マクベスと魔法によりリンクしているため両者は互いに痛みを共有しあわなければならない弱点がある。このため、二人のどちらかが受けた痛みは二人同時に味わうこととなる。ただし、リンクしているのはガーゴイルの姿のデモーナであるため、ドミニクの受けた痛みはマクベスには伝わらない。飲食はほとんど行っておらず、過去編では果物とソーセージを貪り食っていたが、それ以後数百年間は飲食は行っていない。ドミニクの姿でも太陽光を吸収できるため飲食は必要としない。スカイガーゴイルやサイラゴを凌ぐ強さを持つ他、特に知力はセバリアスと同様『ガーゴイルズ』のキャラクター中最も高い。妖精のパックによる魔法で人間体を手に入れておりガーゴイル達の中で（グアテマラのガーゴイル達を除く）唯一、日光を浴びても石化しない。さらにマクベスと魔法によりリンクしているため不死身で歳をとることがない。普通のガーゴイルと違い、昼間は石像→夜は戦士ではなく。昼間は人間→夜は戦士という変身プロセスである。過去編ではゴライアスと同様にフェアリーライド（妖精覚醒）能力を持っていたようだが邪心を持つようになって失ったようである。

## 略歴
- 994年-隊長から裏切りを持ち掛けられ結託。しかし、ヘイコンがガーゴイルを破壊するのを止められなかったため仲間は全滅。そのことに絶望し、各地のガーゴイル達を束ね野盗として活動する。このときにギルカムゲインの顔を傷つけてしまった。ゴライアス達が呪いにより石化してしまったため以後は主役交代、デモーナが主人公となる。
- 1040年-ダンカン王を破るためにマクベスと同盟設立。この際、3人の魔女達に魔法でマクベスとリンクさせられ永遠の若さを得て不死身となる。2人で協力しダンカン王を倒す。
- 1057年-アーチメイジに操られていたこともあり、マクベスが自分達を裏切るかもしれないと恐怖しマクベスを裏切ってしまう。以後、数百年間年間たった1人で生きていく羽目となる。
- 1980年-パリで建物内の宝を盗んでいたところ、ジェイソン・カンモアの父親と戦いとなる。一騎討ちの末にカンモアの父親を転落死させてしまう。
- 1995年-デヴィッド・ザナトスと組んで、ゴライアスらマンハッタン一族を目覚めさせる。ゴライアスを愛していたもののアーチメイジに操られていた影響もあり考えの違いから愛憎混じりにゴライアスらと敵対する。その後、唯一心を許せる娘のアンジェラと再会するが娘を愛するが故にまたしても裏切ってしまう。その後、生きていることは明白だがその後の消息は不明。

## スピンオフ

### 石の都市4部作
デモーナが主人公の回であり、本編であるもののスピンオフ的な形をとっている。ゴライアスとの別れから侵略軍との戦いなどデモーナの過去が描かれる。この話でデモーナはテレビを通じて魔法を流しマンハッタン中のほぼ全員の人間を石化し、マンハッタンを壊滅寸前に追い込むもののゴライアスとザナトスの共同作戦とマクベスの妨害により阻止された。本作の大きな特徴として挙げられるのが、ゴライアスを主人公にした現代編（1995年）と、ゴライアスの妻であるデモーナを主人公にした過去編（994年）のストーリーが独立して放送され、それぞれが並行して描かれており、過去編と現代編の内容がフラッシュバックし2時代同時進行でストーリーが展開されていくのが本作の特徴でもある。その他、過去編のデモーナのその後が描かれる『ハンターの執念3部作』と『母の教え』と『いつわりの愛』と『過去への旅』もデモーナが主人公である。

## 小説

### デモーナの復讐
番組中盤に制作されたデモーナのスピンオフで小説。作者はFrancine Hughes。デモーナの過去、デモーナの少女時代からゴライアスと恋人関係になるまでが描かれた作品。過去編の黒髪で黒髭のバーバンクそっくりな若い頃のハドソンも登場する。

## 戦闘能力
ゴライアスと互角の戦闘能力を持ち、普段の戦いでは過去編と違いレーザーガンやバズーカ砲を使用し、優れた戦いを展開する。力も強く人間の騎兵部隊をまとめて吹き飛ばすほど。普段はゴライアスの力を恐れているものの本気を出せば互角の能力がある。ゴライアスを軽々投げ飛ばすパワーとパンチやキックなどの打撃も強力で、一撃でゴライアスを吹き飛ばしダウンさせる威力を誇る。その他攻撃方法として魔術や爪をつかった引っ掻きや高い知力などを武器とする。腕力と耐久力では若干ゴライアスに劣るものの脚力と生命力及びスピードや知力は全てにおいてゴライアスを上回っており、その全能力を発揮できればその能力はゴライアスと同等、或いはそれ以上である。怪盗でもあったため富豪であり、財力を武器にゴライアスらを追い詰めることもある。駆け引きの面でもゴライアスより毎回一枚上手であり、さらには本気を出せば巨体を誇るゴライアスやサイラゴも腕力で圧倒している。その他、ゴライアスと同様に太陽光と月光のエネルギーを日中に吸収することによりタイムパラドックスを無効化する特殊能力を持っている。

## ドミニク・デスティーヌ
妖精のパックの魔術により、変身可能となったデモーナの人間体。夜は本来のガーゴイルの姿のデモーナは太陽光を浴びることにより人間の女となる。夜の暗闇を浴びると本来の姿であるガーゴイルに戻る。この姿になるとガーゴイルとしての能力はほとんど失うものの怒った際には両目が赤く発光することから少しは能力が使えるのかもしれない。人間体でもガーゴイルの能力のためか瞬発力は高い。しかし、変身の際には全身に激しい痛みを伴う。変身後は胸が大きくなり髪の毛の量が増え長くなり、純粋な人間ではない証拠に瞳の色が緑色になっている。デモーナはこのドミニクの姿を用いて普段は過去編で盗んだ宝で作った資金を元に立ち上げた会社である「ナイトストーン株式会社」の社長をしている。人間ではいえば年齢は35歳であるが普段着はミニスカートである。ロビン・キャンモアを自分の会社に秘書として雇った際にロビンに「この会社には、残業がないのですか？」と問われた際には「夜は仕事せずに早く寝るようにしてるの。美容のためにね。」と答えている。

## ナイトストーン株式会社
ドミニクが怪盗として活動していた際に世界各国で集めた宝を資金として建てた大会社であるが、実際の業務内容などは一切不明である。本来はデモーナはサイラゴを重役の立場に添えるつもりでいたものの、サイラゴの本心を知り決別してからは一人で会社を営んでいる。なお、面接は社長であるドミニク本人が行い、採用したロビンを秘書として雇っている。その後、人類絶滅計画を実行するためにデモーナ自体が仕事を廃業したため会社自体も廃墟となったが、デモーナはまたどこかで会社を続けている模様。

## 武器・道具
レーザーガン
現代編のデモーナが最もよく使用する武器。ザナトスに貰ったものと自分で開発したものがあり大型で破壊力も高く命中精度も高い。打撃用の武器としても使用可能。アニメ・コミック共によく使用している。特殊な合金でできているらしく斬鉄も可能なハドソンの剣でも切断することはできなかった。
バズーカ
レーザーガンよりも威力の高い武器。レーザーバズーカと普通のバズーカ砲があり、戦いによって使い分けている。
棍棒
デモーナが過去編の野盗時代から親衛隊時代まで使用していた武器。大型だがデモーナは軽々と使いこなしていた。後にザナトスらとの戦いの際に使用。
DI7
デモーナがセバリアスと共に共同開発した新型の強力なウイルス。デモーナが特殊な薬品やウイルスを合わせて開発したようである。威力は凄まじく地球に散布した場合は数分で全人類を絶滅させるほどの強力なウイルスである。デモーナはこのDI7を特殊なカプセルに入れていたがこのカプセルが割れた場合は即全人類全滅に繋がる。デモーナがアンジェラも巻き添え覚悟でカプセルを割ろうとして空中に投げ上げるも、落下する前にゴライアスにキャッチされてしまい不発に終わったため正確な効力は不明。
ロボット
デモーナが開発したロボット。背部から乗り込むことができ内部から操縦することにより敵と戦うことも可能。デモーナは薬品などを盗みだすために使用していた。ゴライアスらとの戦いではゴライアスを圧倒するも、アンジェラの加勢により逆転されゴライアスに破壊された。デモーナはこのようにレーザーガンなどだけではなくロボットなども開発できるようである。
モスキートロボット
デモーナのベルトに装備されているセバリアスが開発したカ型の小型ロボットで採血能力を持っており、デモーナはこのモスキートロボットにアンジェラを除くガーゴイル達全員とエリサの血液を採取させセバリアスの元に送りクローンガーゴイルを造り出した。
煙玉
デモーナがベルトに装備している煙玉で煙幕の効果を果たす。怪盗時代が長かった為に常備するようになったようである。ゴライアスとの最終決戦でゴライアスから逃走するために使用。

## クイーンストームデモーナ（Queenstorm Demona）
コミックのみに登場する、デモーナの強化進化形態。デモーナがゴライアス同様の自己進化を遂げた姿で、体色は紫色の斑色のような色となり戦闘能力は普段とは比べものにならないほど強力となる。設定上は本気を出せば惑星1つを滅ぼせる戦闘能力を誇り、この姿を見た相手は確実に地獄へ送られるとされる。ミノタウロスゴライアスと互角かそれ以上の戦闘能力を持つ。必殺技はミノタウロスアローと同様に片腕から撃ち出す「クイーンアロー」で破壊力はミノタウロスゴライアスのミノタウロスアローを若干上回るとされる。その他「クインダークネスシュート」やゴライアスのガーゴイルフィールドと同じ技である「クイーンフィールド」や強烈な正面蹴りを放つ「クイーンスマッシュ」などの技を持つ。
アニメには未登場。
- 飛行速度：マッハ11
- ジャンプ力：98メートル
- パンチ力：100トン
- キック力：230トン（クイーンスマッシュ時:650トン）
- 走力：100mを1.3秒

必殺技
クイーンアロー
ミノタウロスアローと同様に片腕から撃ち出す光の矢。大地を抉り小山を粉砕する威力があり、破壊力はミノタウロスアローを上回るとされる。ミノタウロスゴライアスに使用するもミノタウロスアローで相殺されてしまった。
クイーンダークネスシュート
エレクトロニックゴライアスのエレクトロビームと同様に両目から放つ緑色の強力な溶解破壊光線。連射がきく上に命中率も高い。命中すると命中した相手は体内から溶解する。
クイーンフィールド
ファイヤーストームゴライアスのガーゴイルフィールドと同じ技で高熱のバリアーにより全身を包み込み防御する技。ファイヤーストームゴライアスのガーゴイルーバーストなどのあらゆる攻撃を跳ね返し、敵を攻撃する武器にもなる。設定上は防御力はガーゴイルフィールドを凌ぐものの、攻撃力はガーゴイルフィールドに劣る。ガーゴイルフィールドと違い使用時間制限ない。
クイーンスマッシュ
ドミニクの姿のときに体内に吸収していた太陽光と月光のハイブリッドエネルギーを足先に集めて片足で放つ正面蹴り。

## ナイトクイーンデモーナ
クイーンストームデモーナが自己進化により2段変身した姿で最終形態。クイーンストームデモーナ以上の戦闘能力を持ち攻撃力も桁外れに強化されておりゴライアスの新たなる脅威となった。冷気と炎のエネルギーを操る。必殺技は「クイーントルネードアロー」で飛行速度はマッハ38。
- 飛行速度：マッハ38
- 走行速度：マッハ19
- 水中速度：マッハ18
- 潜地速度：マッハ17
- ジャンプ力：15000メートル
- 握力：300000トン（人間換算で300キロ）
- パンチ力：3億トン
- キック力：9億トン

必殺技
クイーントルネードアロー
クイーンアローの強化型の光の矢。太陽光と月光のハイブリッドエネルギーが込められており最大破壊力なら大陸を消滅させる威力を誇る。
ファイナルダークネスシュート
両目から発射する緑色の溶解破壊光線。クイーンダークネスシュートとの違いは緑の光線に赤を纏っていることでありあらゆる物体や物質を溶解させることが可能。
プラネットフィールド
自分の全身はおろか周囲までもまとめて覆ってしまうバリアーで無限に展開していられる上に設定上は惑星の爆発を受けてもノーダメージで耐えられるという驚異的な耐久力を誇る。
クイーンバーニング
両足かまたは両腕にエネルギーを込めて1兆度にもなる炎を纏って敵に打ち込むパンチや両足キックで凄まじい威力を誇り接近戦で効果を発揮する。

## 老デモーナ
デモーナの老いた姿であり、ハドソンと同様に白髪であり若い頃のデモーナとは異なる外見をしている。老いとゴライアスを失って気落ちしているためか戦闘能力はガタ落ちしている。マクベスとリンクしたことによりマクベスの若さを受け取り元の若いころの姿に戻り不老不死となったため以後はこの姿になることはなくなった。老いたこの姿でもガーゴイルの野盗達のリーダーを務めていた。

## 問題
デモーナの登場回では主人公のゴライアスの存在感が薄れ、デモーナのほうが目立ってしまい、ゴライアスが引き立て役になってしまうことが多かった。さらに、妻デモーナの人気が夫で主人公のゴライアスを上回ってしまう異例の事態となってしまった。そのため、シーズン3はあくまでゴライアスを主体として描き、デモーナを登場させないようにした。そのためデモーナは1話しか登場していない。

## 他者との関わり
ゴライアス
デモーナの元夫。デモーナのほうはアーチメイジに操られている影響もあって、既にゴライアスに対して未練はないもののゴライアスのほうはシリーズ後半もデモーナのことをまだ愛している。元は仲のいい夫婦であった。
アンジェラ
実の娘でデモーナの唯一守る相手。ガーゴイルの中ではデモーナが唯一信頼している。結局、愛ゆえに娘すらも裏切ってしまい互いに決別して別れることとなる。
エリサ
たまにゴライアスを巡るライバルとして対決する。初期のころから何度も激突しているが決着はつかなかった。しかし、一対一での戦いでは人間のエリサに勝機はない。
セバリアス
ザナトスがゴライアスと和解したため、自分を雇う相手を失い。以後はデモーナとサイラゴの部下となる。共同でウイルスなどを製造した。